# Truman George Yuncker
Truman George Yuncker, född den 20 mars 1891 i Carson City, Michigan, död den 6 februari 1964 i Greencastle, Indiana, var en amerikansk botaniker som specialiserade sig på pepparväxter. 
Auktorsnamnet Yunck. kan användas för Truman George Yuncker i samband med ett vetenskapligt namn inom botaniken; se Wikipediaartiklar som länkar till auktorsnamnet.